# Gatka

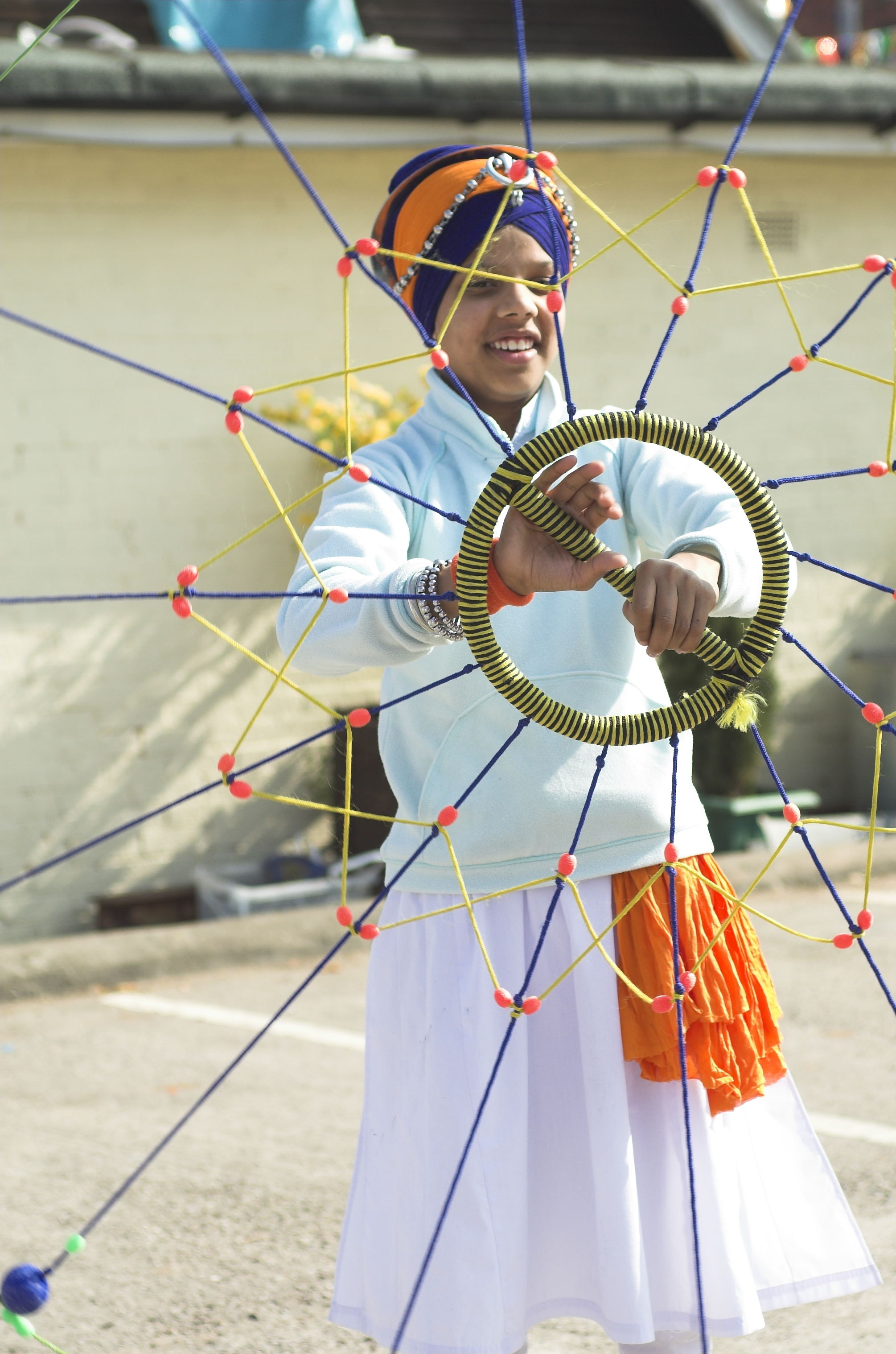
Un giovane durante una dimostrazione di Gatka

Gatka (lingua punjabi ਗਤਕਾ gatkā) è una arte marziale indiana associata ai Sikh della regione del Punjab. Nel Gatka vengono impiegai bastoni di legno e spade.

## Storia
Lo stile ha origine nel tardo XIX secolo, fuori dalla pratica di spada del Esercito dell'India Britannica, diviso in due sotto-stili chiamati: rasmi (ritualistico) e khel (sport) dal 1880.
Ci fu una ripresa nel corso e successivamente al XX secolo, con l'International Gatka Federation che fu fondata nel 1982 e formalizzata nel 1987 con il gatka che oggi è popolare come uno sport o una performance di danza delle spade che viene spesso mostrato durante i festival Sikh.